# Am-Progressiv
Als am-Progressiv bezeichnet man in der deutschen Grammatik eine Variante der Verlaufsform. Statt zum Beispiel „Ich arbeite gerade“ wird vor allem in einigen Dialekten und Regiolekten die Konstruktion „Ich bin am Arbeiten“ verwendet, um das Andauern der Handlung auszudrücken, den Progressiv. Die üblichste standardsprachliche Form ist in Österreich „Ich bin beim Arbeiten“, zunehmend wird aber auch die Form „Ich bin am Arbeiten“ standardsprachlich verwendet.
Der Progressiv mit „am“ ist vor allem im rheinischen Regiolekt, westdeutschen Dialekten und in der Schweiz bekannt. Zuerst glaubte man, das Ursprungsgebiet würde lediglich in Westdeutschland liegen, weshalb man den am-Progressiv auch als rheinische Verlaufsform, Ruhrpott-Verlaufsform oder westfälische Verlaufsform bezeichnet. Solche Klassifizierungen sind allerdings irreführend, da sich diese Satzkonstruktion im gesamten westdeutschen Sprachraum bis in die Schweiz und mittlerweile sogar darüber hinaus nachweisen lässt.

## Vorkommen
Der am-Progressiv wird in seinem Entstehungsgebiet nicht nur von klassischen Dialektsprechern verwendet, sondern ist auch in der am Standarddeutschen orientierten Umgangssprache gängig. Abgewandelte Formen wie „Ich bin grad einen Brief am Schreiben dran“ sind jedoch vor allem im Ruhrdeutschen und weniger im übrigen westdeutschen Sprachraum anzutreffen.
Im Laufe der Zeit hat sich der Gebrauch der einfachen Verlaufsform auch auf die Umgangssprache anderer Teile des deutschen Sprachraums ausgeweitet. Laut Duden wird sie inzwischen „teilweise schon als standardsprachlich angesehen“. Erhebungen wie jene von Flick/Kuhmichel, Andersson und weiteren Sprachwissenschaftlern konnten beweisen, dass selbst in der Pressesprache der am-Progressiv verwendet wird.
Die erweiterte Verlaufsform in Form einer Satzklammer ist allerdings in den Gebieten mit den dazugehörigen Dialekten verblieben. Ein Satz wie „Ich kann nicht ans Telefon kommen, ich bin gerade den Rasenmäher am Reparieren“ wäre in Sachsen oder Österreich äußerst unüblich. Im Ruhrgebiet oder in der Schweiz hingegen ist eine solche Satzkonstruktion geläufig und wird auch häufig verwendet.

### Weitere Progressivkonstruktionen
Die ripuarischen Sprachen und einige limburgische Sprachen kennen eine weitere Verlaufsform, die mit „tun“ + Infinitiv gebildet wird, wie die englischen Verstärkungen, aber in der Bedeutung von diesen abweicht. Auf Kölsch sagt man etwa „Dä deijt do wunne“ (wörtlich: Der tut da wohnen) um auszudrücken, dass jemand dauerhaft und ganz gewiss dort wohnt. Im Gegensatz dazu würde „Dä eß do am Wunne“ (wörtlich: Der ist da am Wohnen) bedeuten, dass er nur vorübergehend, für eine gewisse überschaubare Zeit, gerade dort wohnt, etwa für einen Urlaub.
Auch diese Form findet man in die Umgangssprache der Hochsprache übernommen, aber deutlich seltener und regional begrenzter als die erste Form.
Eine dem am-Progressiv ähnliche Konstruktion existiert auch im Niederländischen (aan het + Verb) und ist dort allgemein akzeptiert.
Doppeltes am kommt im Eschweiler Platt vor.

## Schreibungsdisput
Die Frage der Schreibung des unflektierten Verbbestandteils des am-Progressivs („Ich bin am Arbeiten/arbeiten“) ist derzeit noch strittig. Der Duden erwähnt in seiner Auflage von 2009 die Form eher beiläufig und sieht das „Verb“ als traditionellen, substantivierten Infinitiv analog zu „Morgen ist (das) Schwimmen“ (anstatt: der Schwimmunterricht). Im Artikel zum Wort am im Online-Duden (Stand: 2023) wird der am-Progressiv als umgangssprachlich gekennzeichnet und einzig in Großschreibung angegeben.
Die Germanistin Gabriella Gárgyán führt hingegen in ihrer 2010 vorgelegten Dissertation den Begriff des Progressivverbs als neue Verbklasse ein, da sich das Verb funktional vom Infinitiv unterscheide, und plädiert für Kleinschreibung.
Alternativ dazu existiert die Ansicht, dass das am Bestandteil eines vierten Verbstatus neben Infinitiv, zu-Infinitiv und Partizip Perfekt ist; der am-Infinitiv wird nur von sein regiert. (Gallmann 2014)
Anhand von Internetbelegen kann zudem gezeigt werden, dass sich die Kleinschreibung des infiniten Verbs allgemein durchsetzt.